# Verdens Gang
O Verdens Gang ("O curso do mundo"), geralmente conhecido sob a sigla VG, é um tabloide norueguês. Em 2016, o número de circulação foi de 93.883, tendo diminuído de um pico de circulação de 390.510 em 2002. No entanto, o VG é o jornal online mais lido na Noruega, com cerca de 2 milhões de leitores diários.
A Verdens Gang AS é uma empresa privada de propriedade integral da empresa pública Schibsted ASA. Em algum lugar entre 30% e 60% da Schibsted é de propriedade de investidores institucionais internacionais, como Goldman Sachs e Northern Trust. Os proprietários noruegueses detinham apenas 42% das ações da Schibsted no final de 2015; VG é, portanto, de propriedade estrangeira.

## História e perfil
O VG foi estabelecido por membros do movimento de resistência logo após o país ser libertado da ocupação alemã em 1945. A primeira edição do artigo foi publicada em 23 de junho de 1945. Christian A. R. Christensen foi o primeiro editor-chefe da VG desde o seu início em 1945 a 1967, quando ele morreu.
A VG está sediada em Oslo. O artigo é publicado em formato tablóide. O proprietário é o conglomerado de mídia Schibsted, que também possui o maior jornal da Noruega, Aftenposten, além de jornais da Suécia e da Estônia e compartilha de alguns dos maiores jornais regionais da Noruega. Schibsted assumiu o papel após a morte de Christensen em 1967. Pouco antes da mudança de propriedade, a VG foi vendida principalmente na área de Oslo e teve uma circulação de 34.000 cópias.
O editor-chefe é Gard Steiro. A VG não é afiliada a nenhum partido político.
Por muitos anos, o VG foi o maior jornal da Noruega em circulação, que atingiu um pico de 390.000 em 2002. À medida que seus leitores passaram do jornal tradicional para os jornais da Internet, a circulação caiu para 94.000 em 2016. O VG é agora o segundo maior jornal impresso da Noruega. Foi ultrapassado pela Aftenposten em 2010. O jornal online vg.no é, de longe, o mais visitado na Noruega, com 2 milhões de leitores diários.

## VG Nett
VG Nett é site de notícias VG online. Foi iniciado em 1995. A VG Nett obteve um lucro operacional líquido de 40% em 2006, tornando-a uma operação de mídia online extraordinariamente bem-sucedida. Segundo dados da TNG Gallup, ele tinha aproximadamente 2 milhões de leitores diários em 2016.
As páginas da web do VG também incluem um fórum de discussão, o VG Debatt.

## Circulação
Números da Associação Norueguesa de Empresas de Mídia, Mediebedriftenes Landsforening. 
- 1980: 200536
- 1981: 227191
- 1982: 240302
- 1983: 256747
- 1984: 269140
- 1985: 290705
- 1986: 317049
- 1987: 333698
- 1988: 345636
- 1989: 360331
- 1990: 367036
- 1991: 365318
- 1992: 374092
- 1993: 377575
- 1994: 386137
- 1995: 371238
- 1996: 356861
- 1997: 370115[17]
- 1998: 364619
- 1999: 373552
- 2000: 375983
- 2001: 387508
- 2002: 390510
- 2003: 380190
- 2004: 365266
- 2005: 343703
- 2006: 315549
- 2007: 309610
- 2008: 284414
- 2009: 262374
- 2010: 233295
- 2011: 211588
- 2012: 188345
- 2013: 164430
- 2014: 138188
- 2015: 112716
- 2016: 93883